# 至仁清真寺 (利物浦)
至仁清真寺（英語：Al-Rahma Mosque、阿拉伯语：‎），又音譯為阿尔拉赫马清真寺，是英格兰利物浦估计25,000名穆斯林的最主要的一座清真寺，位于托克斯泰斯区Hatherley街，可容纳2,000-2,500 人。

## 建筑与历史
英格兰的第一个清真寺建于利物浦，它建于1889年12月25日，在 Brougham Terrace8号，由律师William Abdullah Quilliam兴建。该寺一直维持到1908年。目前的建筑建于1974年。从2010年开始，当地社区对清真寺进行翻新。。

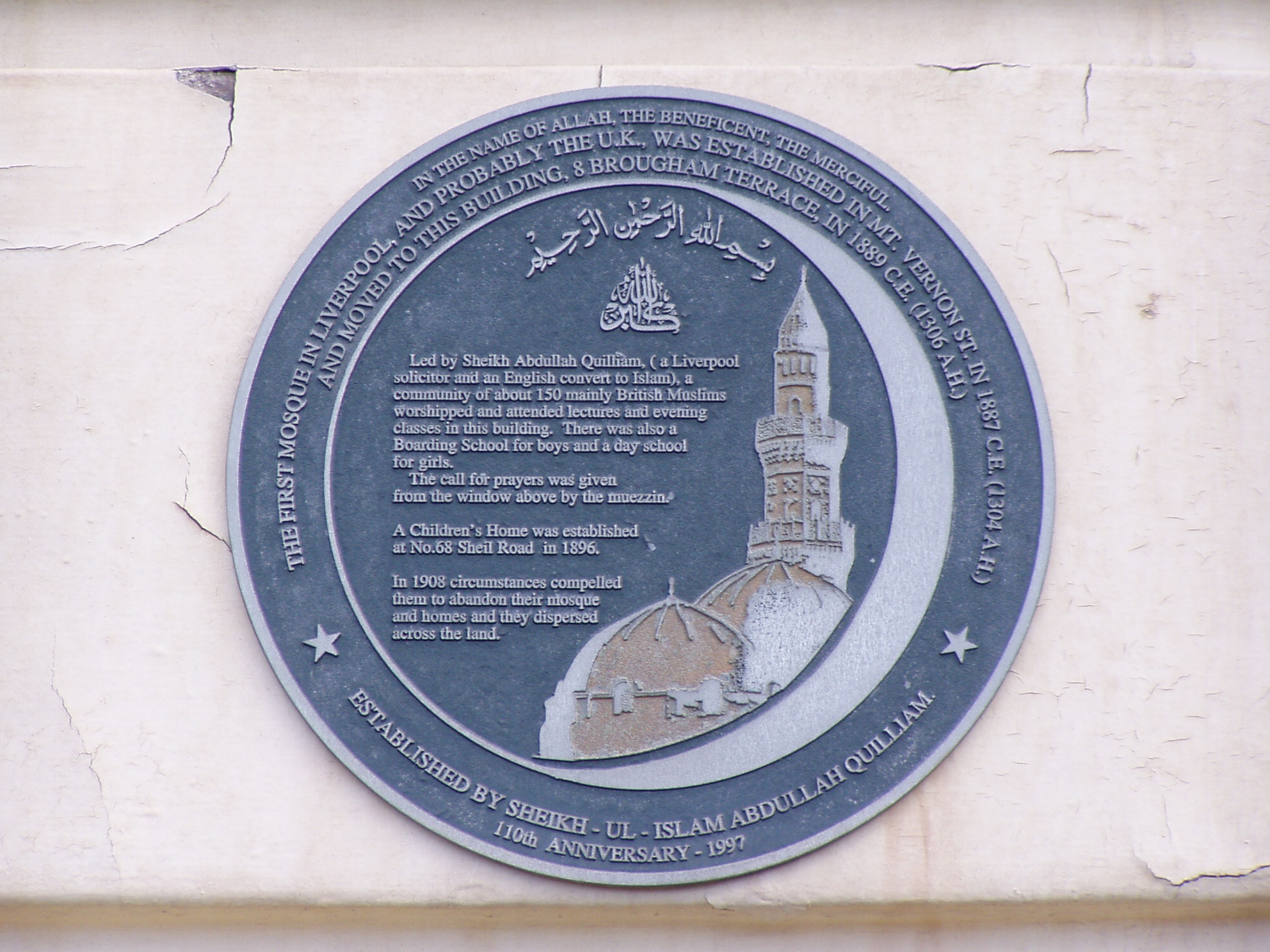

目前的建筑主要由阿拉伯和索马里人使用，他们构成利物浦穆斯林人口的绝大多数。 